# Ринкан
Ринкан (порт. Rincão) — муниципалитет в Бразилии, входит в штат Сан-Паулу. Составная часть мезорегиона Араракара. Входит в экономико-статистический микрорегион Араракуара. Население составляет 10 311 человек на 2006 год. Занимает площадь 313,422 км². Плотность населения — 32,9 чел./км².

## История
Город основан 24 декабря 1909 года.

## Статистика
- Валовой внутренний продукт на 2003 составляет 170.334.085,00 реалов (данные: Бразильский институт географии и статистики).
- Валовой внутренний продукт на душу населения на 2003 составляет 16.505,24 реалов (данные: Бразильский институт географии и статистики).
- Индекс развития человеческого потенциала на 2000 составляет 0,777 (данные: Программа развития ООН).

## География
Климат местности: тропический. В соответствии с классификацией Кёппена, климат относится к категории Aw.